# Numerus
Der Numerus (Mehrzahl: Numeri; deutsch: Zahl, Anzahl, Zahlform) ist in der Grammatik eine Zählform zur Bestimmung von Mengenwertigkeiten, also zur Festlegung beziehungsweise Unterscheidung der Anzahl.
Es gibt je nach Sprache folgende Numeri: Singular (Einzahl), Dual[is] (Zweizahl), Paral, Trial, Quadral, Paukal, Plural (Mehrzahl), Distributiv. Beispielsweise verfügen das klassische Arabisch, das Slowenische und das Sorbische für sämtliche Substantive und Verben über Dualformen, das Hebräische jedoch nur für paarweise auftretende Körperteile (Hände, Lippen usw.) und einige Zeitbegriffe. Viele außereuropäische Sprachen, etwa das Chinesische, kennen hingegen keinen Numerus als Kategorie der Grammatik – die Anzahl kann in diesem Fall etwa durch Zahlwörter, Mengenangaben oder Reduplikation ausgedrückt werden; bei Eindeutigkeit unterbleibt die Angabe.
In der deutschen Grammatik werden der Singular (Einzahl) und der Plural (Mehrzahl) unterschieden. Numerusformen bilden hier die folgenden Wortarten: Substantiv, Adjektiv, Artikel, Pronomen und Verb.
Es gibt auch Wörter, die entweder nur in der Einzahl oder nur in der Mehrzahl vorkommen; diese heißen Singulariatantum bzw. Pluraliatantum.
Beispiele für den unterschiedlichen Numerus bei deutschen Substantiven im Nominativ (siehe auch Deutsche Deklination):
| Singular | Plural           | Anmerkung                       |
| -------- | ---------------- | ------------------------------- |
| Lehrer   | Lehrer           | Singular und Plural sind gleich |
| Apfel    | Äpfel            | nur Stammvokal ändert sich      |
| Schule   | Schulen          |                                 |
| Kind     | Kinder           |                                 |
| Rad      | Räder            | Stammvokal ändert sich, +Endung |
| Programm | Programme        |                                 |
| Sofa     | Sofas            |                                 |
| Atlas    | Atlanten/Atlasse | Mehrzahlbildung schwankend      |
| –        | Ferien           | Pluraletantum (kein Singular)   |
| Lärm     | –                | Singularetantum (kein Plural)   |

## Möglichkeiten zur Pluralbildung
Die meisten Sprachen haben eine syntaktische Technik, um anzuzeigen, ob ein oder mehrere Gegenstände aus der realen Welt erwähnt werden. Es gibt grundsätzlich zwei Möglichkeiten, wie die Sprachen Pluralität darstellen. Bei der ersten und häufigsten Möglichkeit zur Pluralbildung handelt es sich um eine Änderung der morphologischen Form des Substantivs.
| Möglichkeit                              | Beispiel                                    |
| ---------------------------------------- | ------------------------------------------- |
| Präfix                                   | Anindilyakwa (iyikwayiwa - wirr-iyikwayiwa) |
| Suffix                                   | Deutsch (Hund - Hunde)                      |
| Ton                                      | Ngiti (màlimò – màlímó)                     |
| Reduplikation                            | Indonesien (rumah – rumah-rumah)            |
| Änderung innerhalb des Substantivstammes | Dinka (kat – kɛt)                           |

Die zweite Möglichkeit zur Pluralbildung besteht mittels freier Morphemes an anderer Stelle in der Nominalphrase, und zwar Pluralwörter.
- Teiwa (buku – buku non)
- Tagalog (bahay – mga bahay)

Hinzu kommen noch Sprachen, die keinen morphologischen Plural besitzen. Trotzdem lässt die Pluralität sich ausdrücken durch die Verwendung von Mengenwörter bzw. Quantoren zur Identifizierung der Art und Anzahl der Entitäten. Dies bedeutet nicht, dass solche Sprachen Numerus haben, beispielsweise beziehen sich two und both im Englischen nicht auf Dual, denn in der englischen Grammatik ist Dual nicht notwendig.

## Verbindlichkeit der Pluralbildung
Die Sprachen unterscheiden sich darin, ob es tatsächlich notwendig ist, dass Plural an Substantiven markiert wird und wenn ja, welche Nomen markiert werden müssen. Das Vorkommen der Pluralmarkierung ist entweder obligatorisch oder optional oder überhaupt nicht vorhanden. Die markierten Substantive können entweder belebt (einschließlich menschlich und nicht-menschlich) oder unbelebt sein. Die obligatorische Pluralmarkierung aller Substantive findet sich in ganz West- und Nord-Eurasien – wie z. B. Deutsch, Englisch usw. – und in den meisten Teilen Afrikas. Die optionale Pluralmarkierung aller Substantive ist besonders in Südost- und Ostasien sowie Australien verbreitet. Das vollständige Fehlen einer Pluralmarkierung ist insbesondere in Neuguinea und Australien zu finden. In manchen Sprachen ist eine obligatorische Pluralmarkierung nur erforderlich bei menschlichen Substantiven. In Kontrast zu Sprachen wie Chinesisch und Japanisch kommt die Pluralmarkierung optional nur in menschlichen Substantiven vor. In einigen Sprachen ist der Plural für unbelebte Substantive optional, für menschliche Substantive wiederum obligatorisch.
Normalerweise ist der Plural obligatorisch, wird jedoch sehr oft weggelassen (kann optional sein), wenn das Substantiv mit Ziffern oder anderen Mengenwörtern zusammenkommt. Allerdings wird dies nicht als Beweis für die Optionalität des Plurals angesehen, sondern als indirekter Beweis für die Verbindlichkeit. Ansonsten muss die Pluralmarkierung explizit als optional bezeichnet werden.
| àwọn ìwé mi          | ìwé mi                                  |
| [PL book my]         | [book my]                               |
| ‘my (various) books’ | ‘my (collection of) books’ or ‘my book’ |

Das Pluralwort in Yoruba àwọn wird verwendet, wenn es sich auf eine Gruppe von Individuen bezieht, während kein Plural verwendet wird, sofern es kollektiv ist.